# Jeff Rooker
Jeffrey William Rooker (né le 5 juin 1941) est un homme politique du parti travailliste britannique, qui est député de Birmingham Perry Barr de 1974 à 2001 et ministre du gouvernement de 1997 à 2001. Il est ensuite nommé à la Chambre des lords, où il continue à servir dans le gouvernement dans plusieurs portefeuilles jusqu'en 2008. 
Il démissionne du Labour en 2009 après avoir été nommé président de la Food Standards Agency. Il siège en tant que membre indépendant à la Chambre des lords jusqu'en 2013, date à laquelle, se retirant de la présidence de la FSA, il revient au parti travailliste. 

## Jeunesse et carrière
Fils d'un ouvrier d'usine, Jeff Rooker fréquente l'école secondaire moderne pour garçons Aldridge Road (maintenant appelée Great Barr School), Aldridge Road, Great Barr. Il fréquente ensuite la Handsworth Technical School and College (plus tard connu sous le nom de City College Handsworth), Goldshill Road, Handsworth. Il suit d'abord une formation d'ingénieur de production, travaillant dans diverses usines à Birmingham et ses environs pendant 14 ans, puis est devenu enseignant sur le sujet à Lanchester Polytechnic. 
Rooker est un ancien élève de l'Université Aston dans la ville de Birmingham et reçoit un doctorat honoris causa en 2001, il est rédacteur en chef du Birmingham Student Union News (SUN) de 1963 à 1964. Il est également titulaire d'un diplôme d'études supérieures de l'Université de Warwick en relations industrielles. En 1966, il est un candidat non retenu pour entrer au conseil municipal de Birmingham. 

## Carrière parlementaire
Il est choisi comme candidat potentiel au parlement en octobre 1971 pour sa circonscription d'origine de Birmingham Perry Barr, qu'il remporte aux élections générales de février 1974. 
Il atteint une certaine notoriété nationale en juin 1977 alors qu'il est encore député d'arrière-ban. Avec son collègue député Audrey Wise, il présente l'amendement Rooker-Wise au budget, liant les abattements fiscaux personnels au taux d'inflation, empêchant ainsi l'érosion du revenu non imposable. La BBC décrit l'amendement comme "un exemple rare d'influence directe de l'arrière-ban sur le budget" . 
À partir de 1998, Rooker mène une tentative infructueuse de poursuivre le général allemand Wilhelm Mohnke de la Seconde Guerre mondiale pour son rôle présumé dans les crimes de guerre infligés aux troupes britanniques à Wormhoudt en 1940 . 
Après que Tony Blair conduit le parti travailliste au pouvoir lors des élections générales de 1997, Rooker est ministre d'État à l'Agriculture, aux Pêcheries et à l'Alimentation. En juillet 1999, il passe au Département de la sécurité sociale où il occupe le poste de ministre d’État chargé des pensions. Il est nommé conseiller privé en 1999. 
Rooker quitte son poste de député aux élections générales de 2001 et est créé pair à vie le 16 juin 2001 sous le titre de baron Rooker, de Perry Barr dans le comté des West Midlands. En tant que membre de la Chambre des lords, il est reconduit au gouvernement en tant que ministre d'État chargé de l'asile et de l'immigration et est resté en poste pendant un an. Il est ensuite transféré au Département des Communautés et des Gouvernements locaux, où il est Ministre d’État au Logement et à la Planification, puis Ministre d’État à la régénération et au développement régional. 
À la suite des élections générales de 2005, Rooker est nommé ministre d'État au Bureau pour l'Irlande du Nord, chargé des enfants en Irlande du Nord. 
Le 6 mai 2006, Rooker est nommé Ministre d’État chargé de l’alimentation, de l’agriculture et de la santé animale durables au Département de l’environnement, de l’alimentation et des affaires rurales. Il a été un choix controversé en tant que ministre responsable du bien-être animal en raison de ses opinions bien connues en faveur de la chasse. En 2007, à la suite de la nomination de Rooker, de nombreuses plaintes de militants pour le bien-être animal sont envoyées au Parti travailliste. Plus tard, il est également devenu chef adjoint de la Chambre des lords. Il conserve ces deux rôles lorsque Gordon Brown est devenu chef travailliste et Premier ministre en 2007, mais démissionne en octobre 2008. 
Rooker est vice-président de la Birmingham Civic Society . Depuis janvier 2008, il est gouverneur laïc de l'Université Aston. En juillet 2009, il est nommé président de l'Agence des normes alimentaires et démissionné du parti travailliste pour la durée de son mandat de président, jusqu'en 2013 . 
En décembre 2015, Rooker demande que Jeremy Corbyn soit démis de ses fonctions de chef du Parti travailliste avant 2020 . 
Rooker est membre des Amis travaillistes d'Israël . 

## Vie privée
Il épouse Angela Edwards en 1972 à Paddington, Londres. Il est veuf en janvier 2003. Il se remarie avec Helen Hughes le 5 février 2010 lors d'une cérémonie privée à Christchurch, en Nouvelle-Zélande. Il a deux beaux-enfants, Alexander et Morwenna. 